# Nososticta melanoxantha
Nososticta melanoxantha är en trollsländeart som först beskrevs av Maurits Anne Lieftinck 1949.  Nososticta melanoxantha ingår i släktet Nososticta och familjen Protoneuridae. Inga underarter finns listade i Catalogue of Life.